# Gothique valencien
 (janvier 2023).
Si vous disposez d'ouvrages ou d'articles de référence ou si vous connaissez des sites web de qualité traitant du thème abordé ici, merci de compléter l'article en donnant les références utiles à sa vérifiabilité et en les liant à la section « Notes et références ».

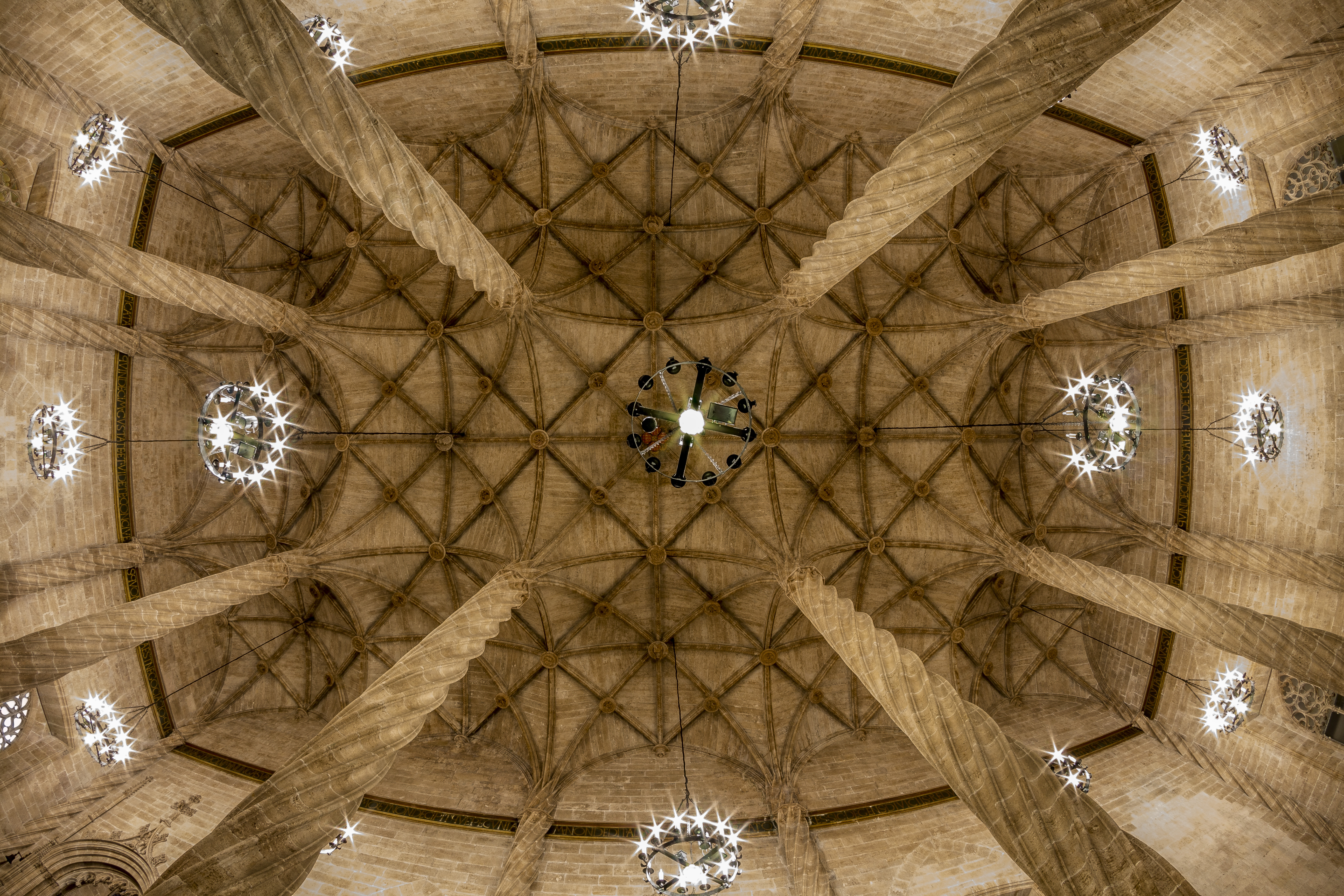
Loge de la soie de Valence.

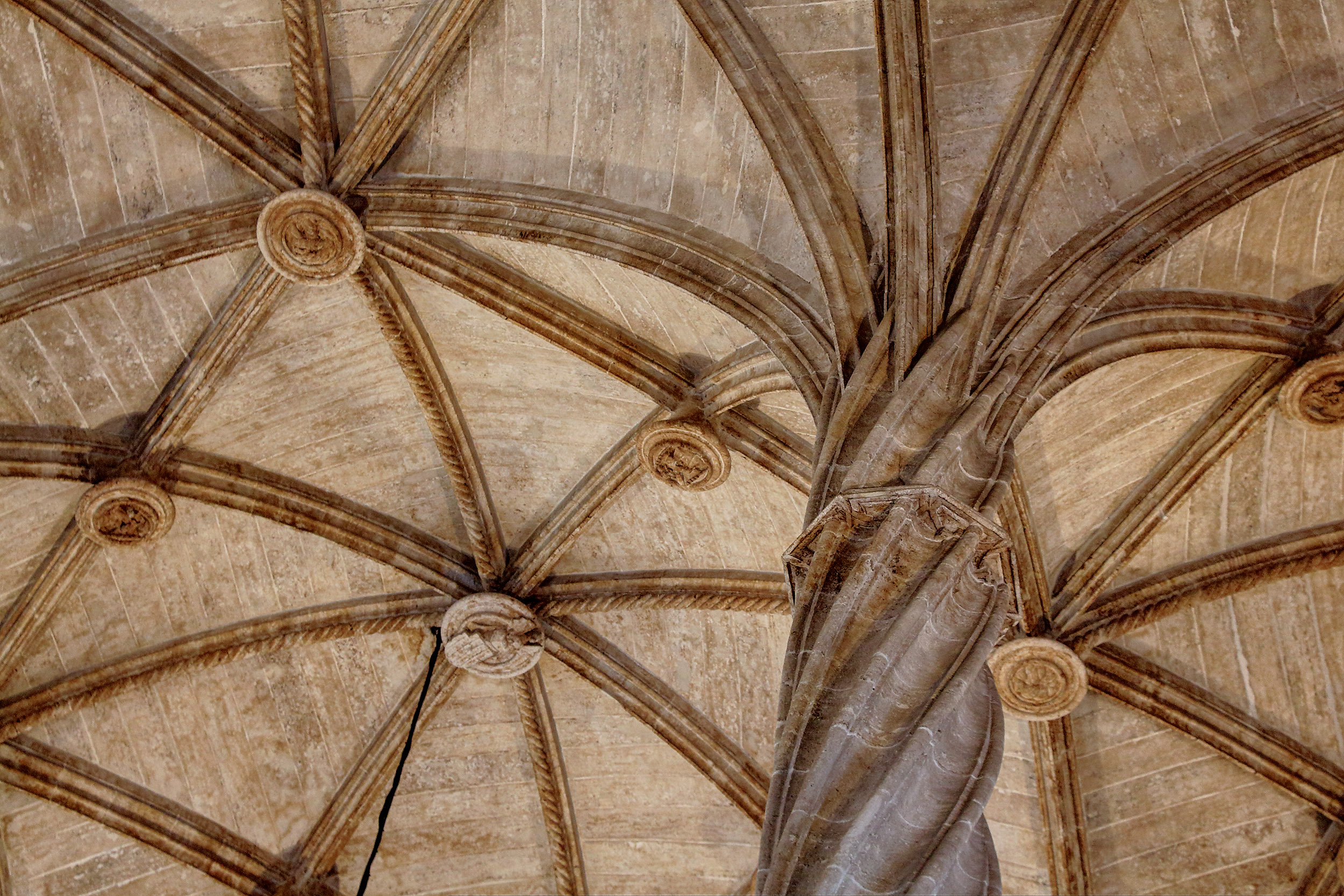
Détail de la Loge de la soie de Valence.

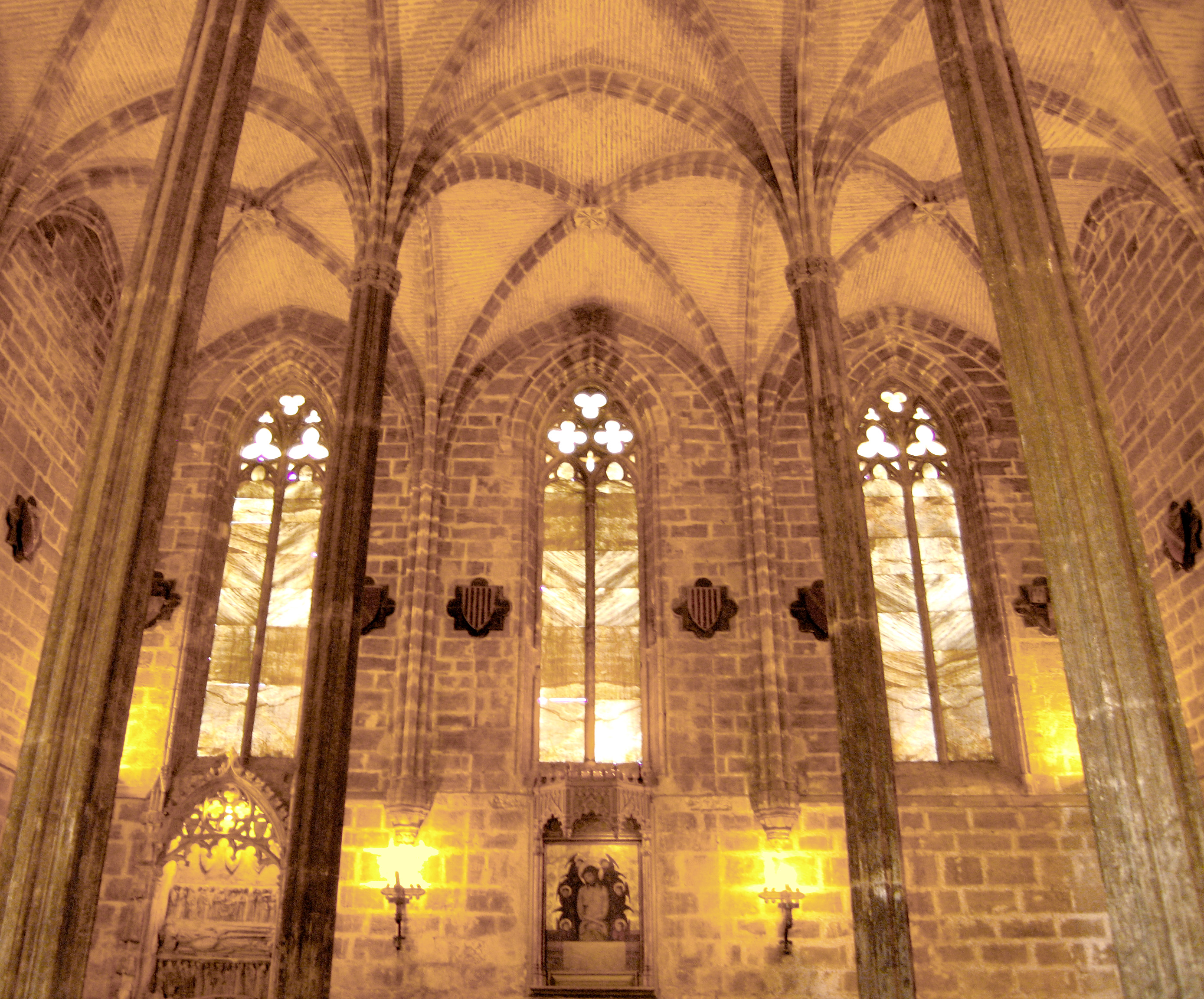
Convento de Santo Domingo, Valence.

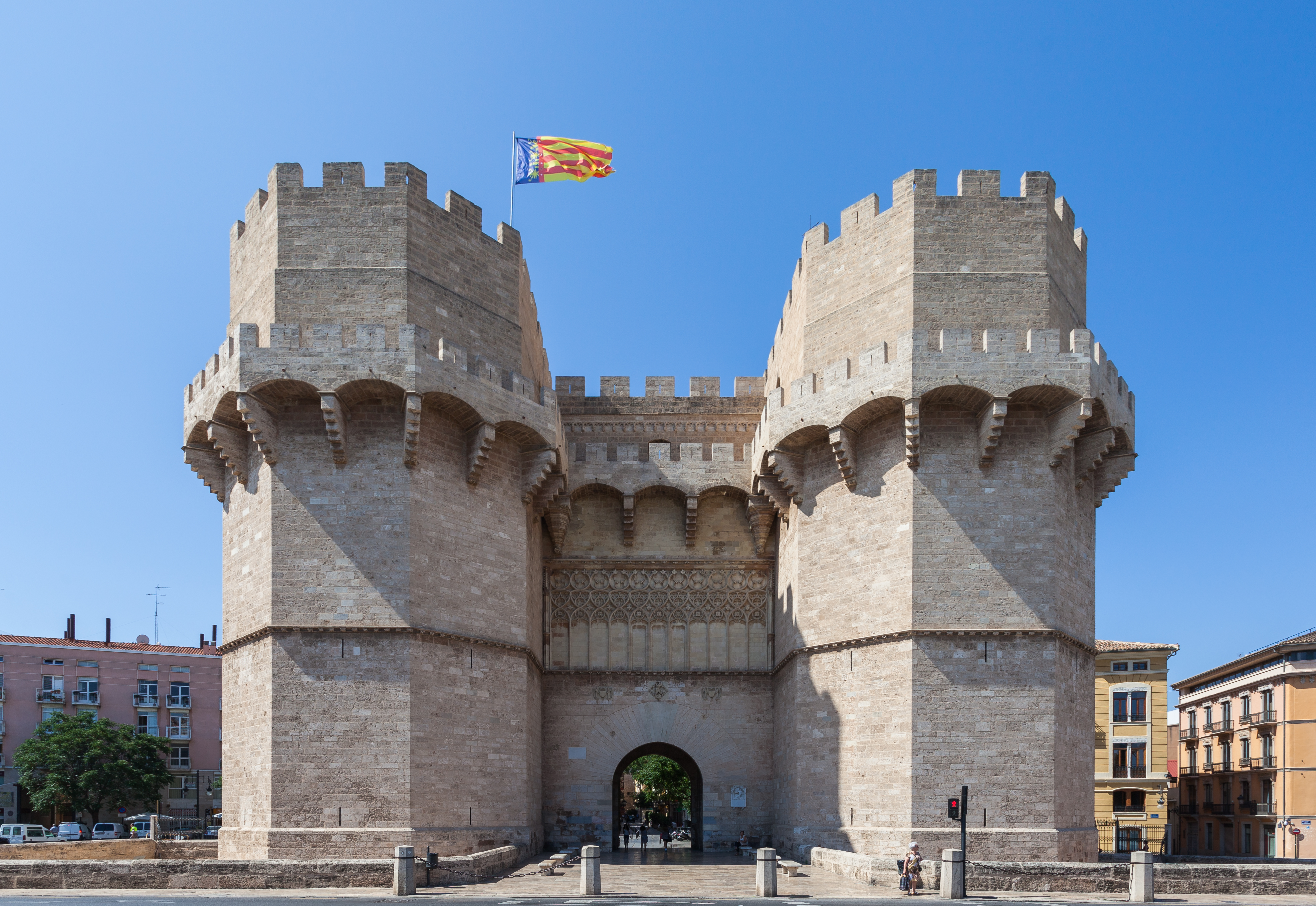
Torres de Serranos, Valence.

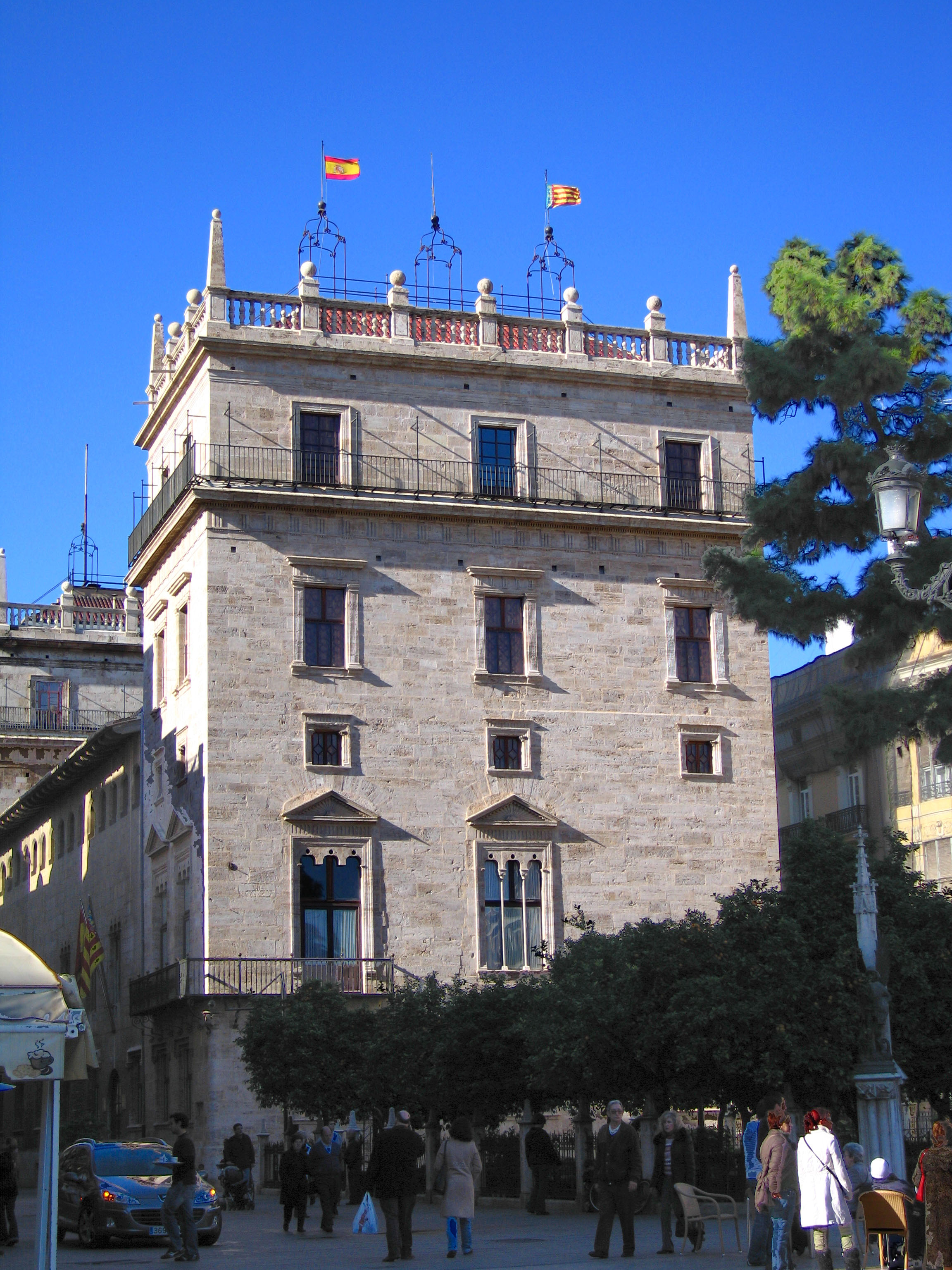
Palais de la Généralité valencienne.

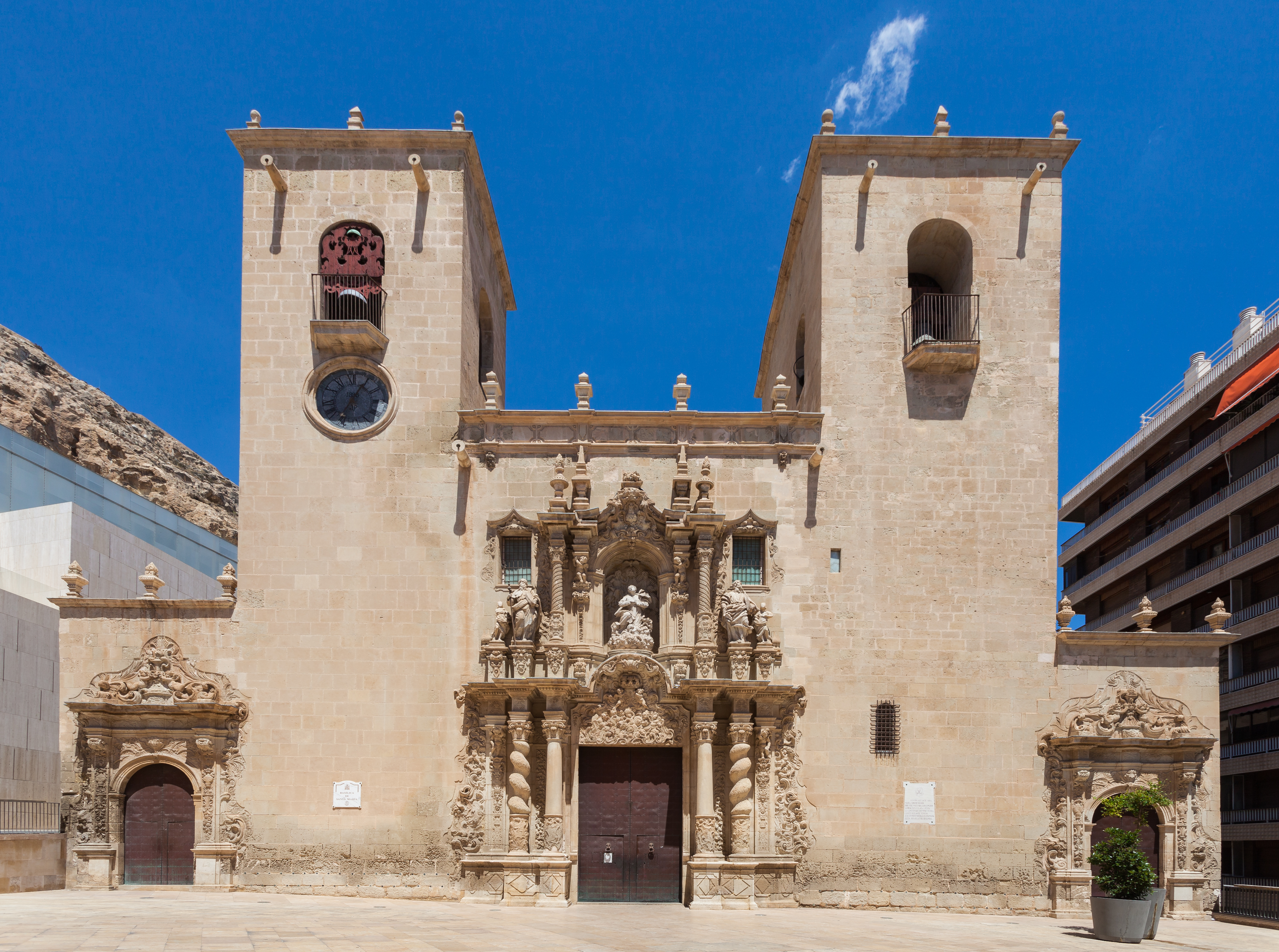
Basilique Sainte-Marie d'Alicante

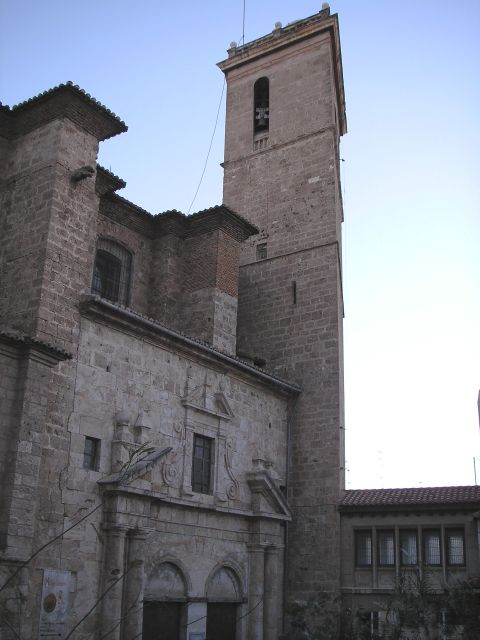
Façade de la cathédrale de Segorbe.

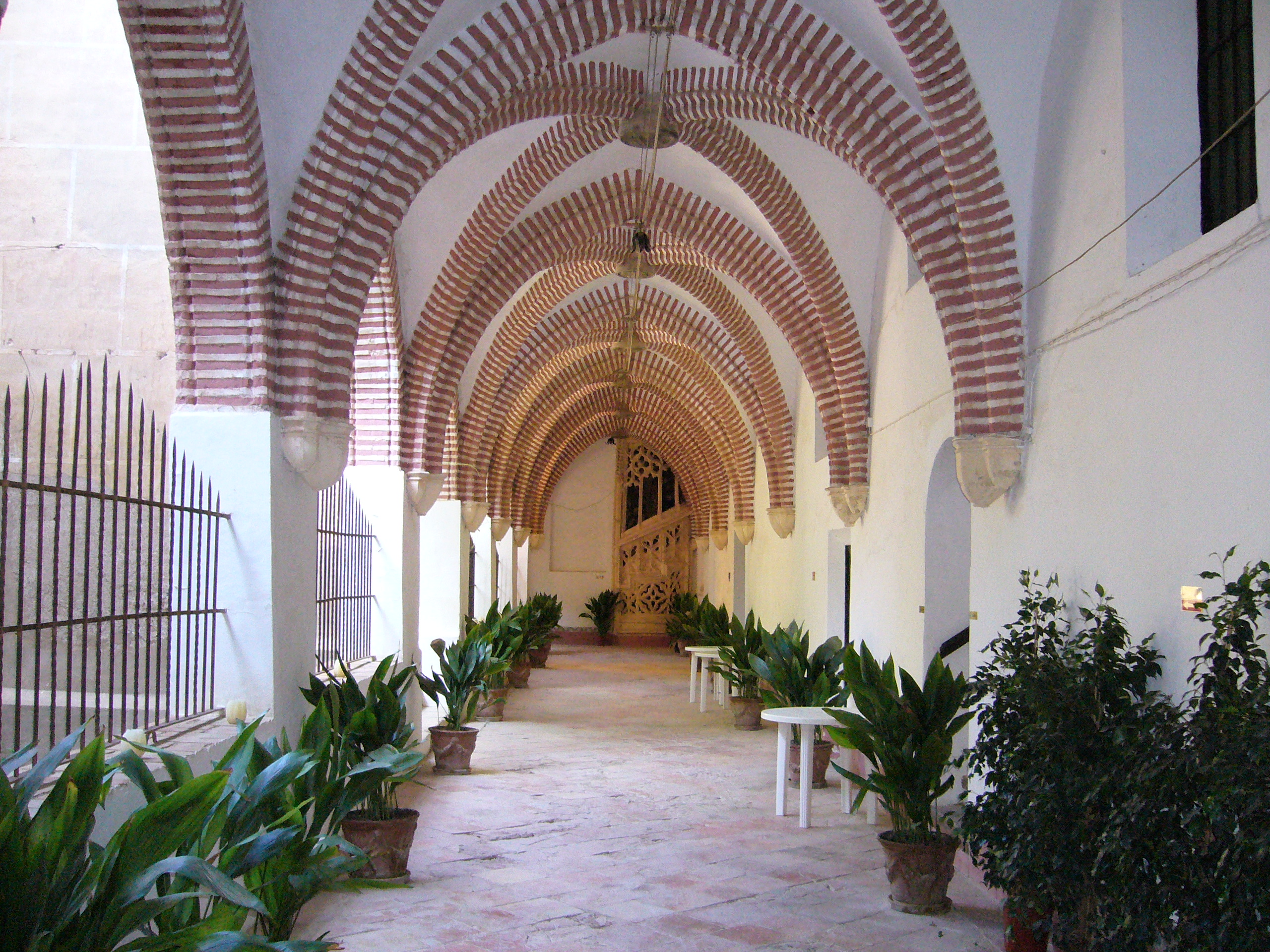
Cloître du monastère Saint-Jérôme de Cotalba. Architecture gothique-mudéjare.

Le gothique valencien est un style caractéristique du royaume de Valence entre le deuxième tiers du XIIIe et le XVe siècle, c'est-à-dire à la fin du gothique européen, dont il tire son nom, et au début de la Renaissance. Il s'agit d'un développement spécifique de l'art gothique avec des particularités propres aux terres valenciennes, qui ont marqué de leur influence l'architecture de ses monuments religieux et de bâtiments profanes ainsi que dans la peinture et la sculpture valencienne.
Le gothique valencien est né au deuxième tiers du XIIIe siècle avec beaucoup de force, sur le territoire de Reconquête. Il a été développé au cours du XIVe siècle et atteint sa maturité et maximum expression au XVe siècle, durant le gothique tardif. Le gothique valencien, divers et varié, a connu une évolution particulière et durable.

## Caractéristiques
Les caractéristiques suivantes sont communes à tout le gothique valencien:
- Développement de l'architecture de techniques déjà utilisées dans l'architecture romaine et la rive de la Méditerranée.
- Nette prédominance de l'architecture des cultures de la Méditerranée au large de l'influence du gothique français.
- Les proportions architecturales ne changent pas avec l'arrivée de la Renaissance.
- Divergence avec le style gothique classique.
- Nette influence du gothique flamboyant, ce qui confère une unicité.
- Peu d'impact de l'architecture mudéjare, mais malgré cela, il existe des exemples intéressants d'architecture mudéjare dans la Communauté Valencienne, qui compte tenu de l'utilisation occasionnelle, sont d'une grande singularité.
- Revêtement du XVIIe au XIXe siècle du gothique valencien par styles plus récents tels que le baroque ou le néo-classique, afin que, aujourd'hui, une grande partie du gothique valencien, reste caché.

## Architecture
Les architectes les plus remarquables du gothique valencien sont: Pere Compte, Francesc Baldomar, Pere Balaguer, Andreu Julià, etc.

### Architecture religieuse
Le gothique valencien était habituel et commun dans tout le royaume de Valence, où existent de très nombreux exemples d'architecture gothique religieuse valencienne :
Province d'Alicante
- à Alicante, cathédrale Saint-Nicolas, basilique Sainte-Marie
- à Castalla, ermitage de la Sangre (es).
- à Jávea, église Saint-Bartolomé (es).
- à Orihuela, cathédrale d'Orihuela.
- à Teulada, église Sainte-Catherine (es).
- à Villena, église archipresbytérale de Saint-Jacques (es) et l'église Sainte-Marie (Villena) (es).

Province de Castellón
- à L'Alcora, église Notre-Dame de l'assomption (es).
- à Burriana, basilique Saint-Sauveur (es).
- à Castellfort, ermitage de Saint-Pierre (es).
- à Castellón, cathédrale de Castellón de la Plana et El Fadrí.
- à Jérica, ermitage Saint-Roch (es).
- à Morella, basilique Sainte-Marie-Majeure de Morella.
- à Sant Mateu, église archipresbytérale Saint-Mathieu (es)
- à Segorbe, cathédrale de Segorbe.
- à Vallibona, église de l’assomption de la Vierge (es).

Province de Valence
- à Ademuz, ermitage Notre-Dame de la Huerta (es).
- à Alfauir, monastère Saint-Jérôme de Cotalba.
- à Carcaixent, ermitage Saint-Roch de Ternils (es).
- à Castielfabib, ermitage Notre-Dame de la Grâce (es).
- à Gandia, collégiale Sainte-Marie de Gandia, couvent Sainte-Claire de Gandia.
- à Luchente, monastère de Corpus Christi.
- à Serra, chartreuse Porta Coeli.
- à Simat de la Valldigna, abbaye Sainte-Marie de la Valldigna.
- à Valence, cathédrale Sainte-Marie de Valence, Micalet, église Saint-Jean de l'Hôpital (es), église Saint-Martin (Valence) (es), ancien couvent des Carmes (es), couvent Saint-Dominique (es)], église de Santa Catalina, Monastère royal de la trinité (es), église Saint-Nicolas-et-Saint-Pierre, église Saint-Augustin (Valence) (es), église Saint-Jean de Valence (Espagne).
- à Xàtiva, église Saint-François (Xátiva) (es), ermitage de Sainte-Anne, etc.

### Architecture profane
Durant le XVe siècle, le gothique valencien a été utilisé abondamment avec maîtrise en architecture profane, avec comme principale illustration la Loge de la soie (1482-1498), inscrite au patrimoine de l'humanité par l'Unesco. Son auteur a été l'architecte Pere Compte.
Les monuments remarquables de l'architecture profane gothique valencienne sont nombreux :
Province d'Alicante
- à Cocentaina, château de Cocentaina et Palacio de los Condes de Cocentaina (es).
- à Alcoy, musée archéologique Camil Visedo.

Province de Castellón
- à Cinctorres, Palacio de los San Juan (es).
- à Vilafamés, Museo de Villafamés (es).

Province de Valence
- à Gandia, palais ducal de Gandia, hôpital de Saint Marc.
- à Valence, loge de la soie, palais de la Généralité valencienne, palais de Benicarló, tours de Serranos, tours de Quart, Almodi de Valence, Atarazanas del Grao (es), Casa del Almirante (es), Palacio de Joan de Valeriola (es), Palacio de los Escrivà (es), etc.
- à Xàtiva, Almodí de Xàtiva.

### Architectes éminents
- Pere Compte
- Francesc Baldomar
- Pere Balaguer
- Andreu Julià